# Fuat Oktay
Fuat Oktay (* 1964 Çekerek, Yozgat) je turecký akademik, úředník a politik. Od 9. července 2018 do 4. června 2023 byl tureckým viceprezidentem. Ve funkci  ho nahradil  Cevdet Yilmaz . Bývalý vicepremiér (18. června 2016 až 9. července 2018. Je také bývalým viceprezidentem Turkish Technic tj. (Centra údržby tureckých aerolinií) kde pracoval od března 2008 do prosince 2011.